# Lymfocyt
Lymfocytter  er en type af hvide blodceller.
Der er tre forskellige slags lymfocytter.

## B-celler
Den ene af de to lymfocytter kaldes en B-celle eller B-lymfocyt. En B-lymfocyt er et hvidt blodlegeme, som stort set danner antistoffer mod virus og bakterier. Dog er der også nogle af dem der fungerer som hukommelsesceller, hvilket medfører, at den husker tidligere hændelser såsom infektioner og derefter handler hurtigere, hvis den samme form for infektion skulle ramme en igen. 

## T-celler
Den anden af de to lymfocytter kaldes for en T-celle eller T-lymfocyt. En T-lymfocyt er et hvidt blodlegeme der opretholder immunforsvarets nøgleberedskab. Dens formål er at kunne identificere celler der er blevet ramt af enten et virus eller en bakterie. 

## NK-celle
Den tredje gruppe er specialiserede lymfocytter, der destruerer kroppens inficerede celler; disse bliver kaldt naturlige dræberceller (NK-celler efter en. Natural Killer).

## Eksterne links
- Blodets funktioner og bestanddele. Bloddonorerne i Danmark Arkiveret 19. januar 2012 hos  Wayback Machine

| Biokemi | Spire Denne biokemiartikel er en spire som bør udbygges. Du er velkommen til at hjælpe Wikipedia ved at udvide den. |

- Wikimedia Commons har flere filer relateret til Lymfocyt